# كوكي أنزاي
كوكي أنزاي (باليابانية: 安西 幸輝) (31 مايو 1995 في هيوغو في اليابان – )؛ هو لاعب كرة قدم ياباني سابق كان يلعب كمدافع.

## وصلات خارجية
- كوكي أنزاي على موقع رابطة كرة القدم اليابانية للمحترفين (اليابانية)
- كوكي أنزاي على موقع إي إس بي إن إف سي (الإنجليزية)
- كوكي أنزاي على موقع قاعدة بيانات كرة القدم.إي يو (الإنجليزية)
- كوكي أنزاي على موقع ناشيونال فوتبول تيمز (الإنجليزية)
- كوكي أنزاي على موقع Soccerbase.com (لاعب) (الإنجليزية)
- كوكي أنزاي على موقع Soccerway.com (الإنجليزية)
- كوكي أنزاي على موقع عالم كرة القدم.نت (الإنجليزية)